# Leptura tattakana
Leptura tattakana är en skalbaggsart som först beskrevs av Tadao Kano 1933.  Leptura tattakana ingår i släktet Leptura och familjen långhorningar.
Artens utbredningsområde är Taiwan. Inga underarter finns listade i Catalogue of Life.